# Jan Kotěra

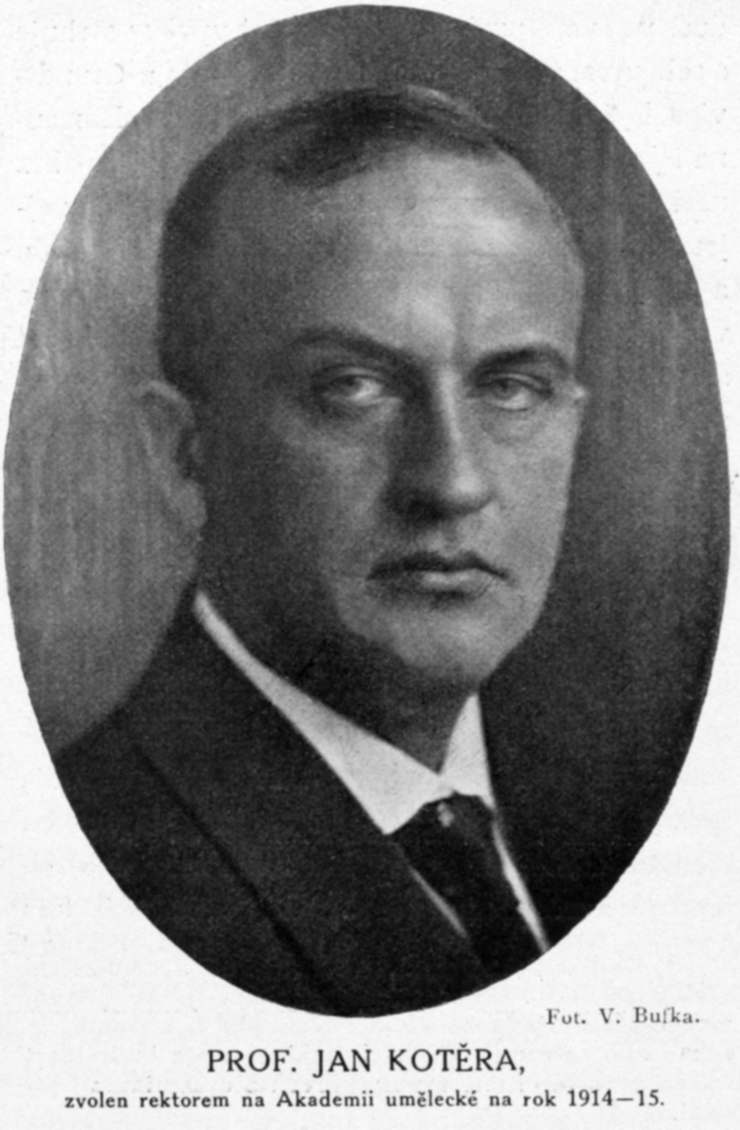
Jan Kotěra (1914)

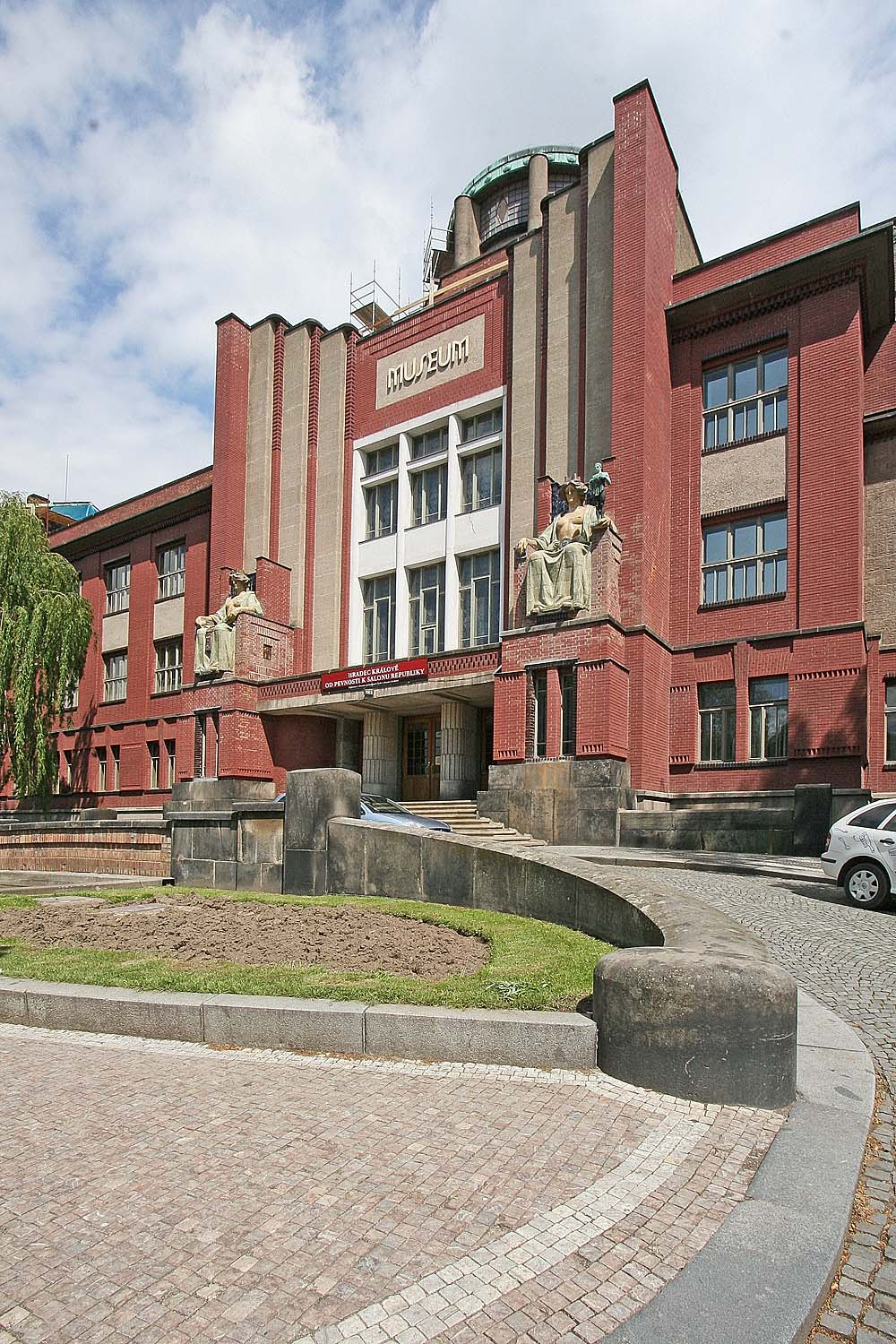
Het Oost-Boheems Museum in Hradec Králové

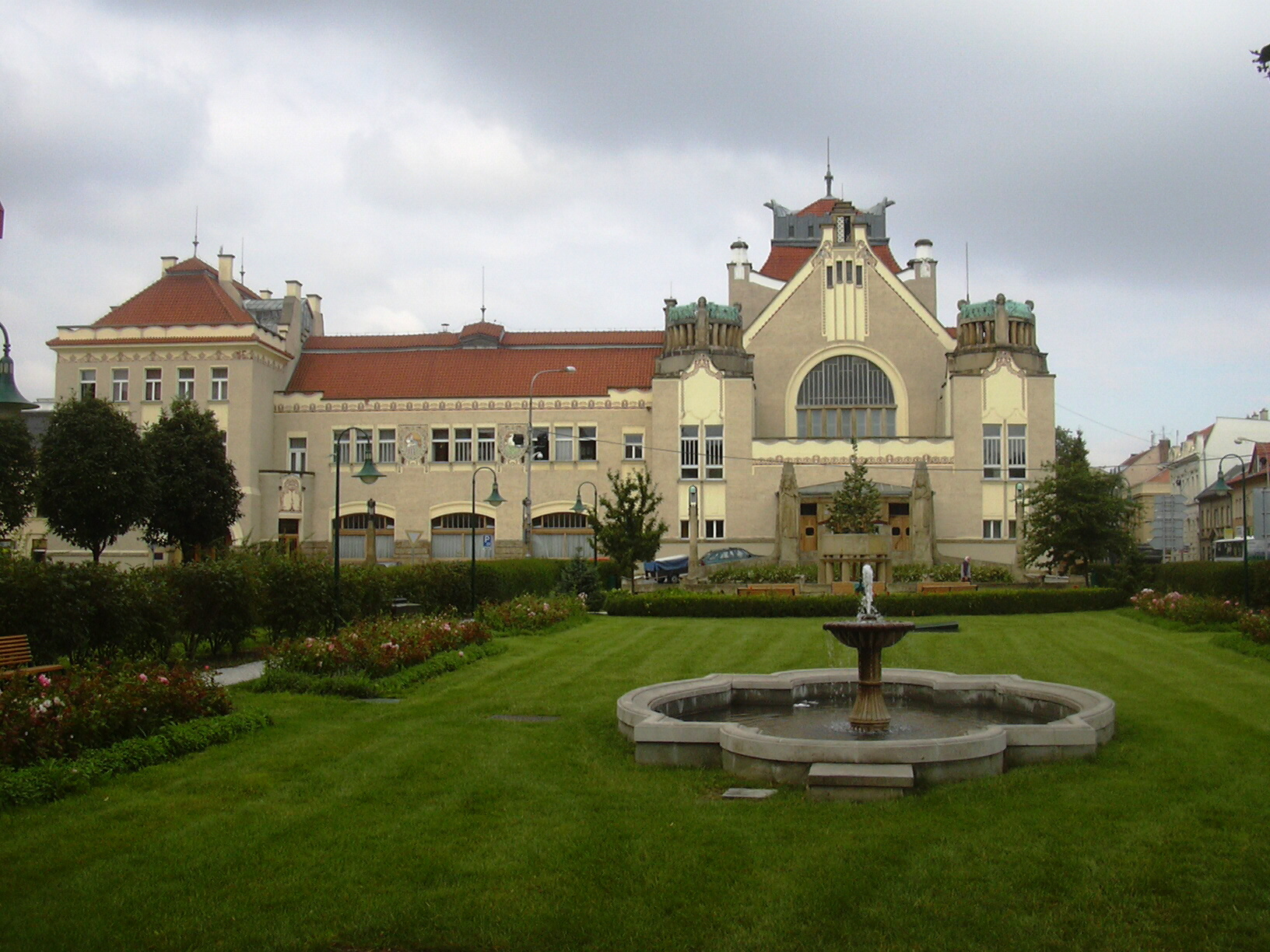
Volkshuis met theater in Prostějov

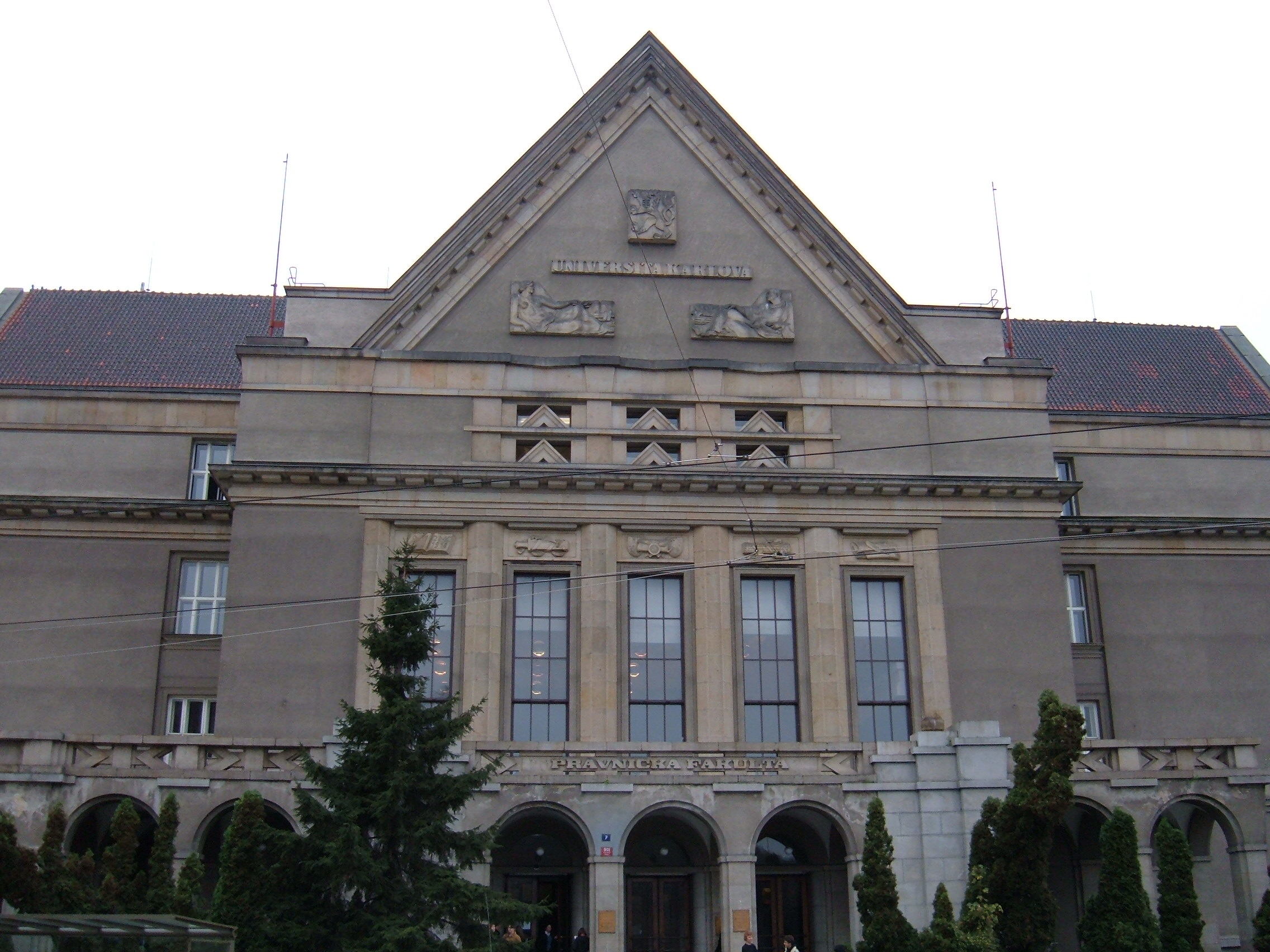
De rechtenfaculteit van de Karelsuniversiteit in Praag

Jan Kotěra (Brno, 18 december 1871 – Praag, 17 april 1923) was een Tsjechisch architect en vormgever. Hij wordt beschouwd als de wegbereider van de moderne Tsjechische architectuur.

## Leven en werk
Kotěra werd geboren en groeide op in een tweetalige omgeving in de Moravische stad Brno, waar zijn vader hoofd van een school was. Hij volgde zijn architectuuropleiding bij Otto Wagner aan de Academie voor Beeldende Kunsten in Wenen, waar hij onder de invloed kwam van de Wiener Secession. Na zijn terugkeer in Bohemen volgde hij in 1898 Friedrich Ohmann op aan de Hogere Kunstnijverheidsschool (VŠUP) en ging hij een leidende rol spelen in het kunstenaarsgenootschap Mánes. In Volné směry, het tijdschrift van Mánes, verscheen in 1900 zijn programma, O novém umění (Over de nieuwe kunst), waarin hij uiteenzette dat decoratie slechts uit de functie van een bouwwerk kan voortvloeien en dat doel, constructie en plaats van een gebouw de vorm ervan bepalen.
In 1905 maakte Kotěra in Nederland kennis met het werk van Berlage en de mogelijkheden van baksteen. Een andere invloed was het werk van Frank Lloyd Wright. Kotěra voornaamste creatie, het monumentale museum van Hradec Králové (1909-1912), vertoont sporen van het werk van hen beiden. De voorgevel laat een afwisseling van rode baksteen en wit pleisterwerk zien.
Waar het museum van Hradec Králové nog voorzien is van opvallende beelden, zou de rol van dergelijke decoraties allengs afnemen. Kotěra werd zo de sobere, rationalistische tegenpool van de Tsjechische kubisten, waarvan de meesten tot zijn leerlingen behoorden en die zich in 1911 van Mánes afscheidden.
Van 1910 tot zijn dood in 1923 bekleedde Kotěra de nieuwe architectuurleerstoel aan de Praagse Academie voor Beeldende Kunsten (AVU). Zijn laatste belangrijke werk, het gebouw van de rechtenfaculteit van de Praagse Karelsuniversiteit, werd postuum voltooid.

## Selectie van werken
- 1899-1900: Huis Peterka, Wenceslasplein, Praag
- 1902: Tentoonstellingspaviljoen Mánes, Praag (niet behouden)
- 1903-1905: Watertoren, Praag-Branik
- 1905-1906: Villa Tonder, St. Gilgen (Oostenrijk)
- 1905-1907: Volkshuis met theater in Prostějov
- 1908: Tentoonstellingspaviljoen Kamer van Koophandel en Nijverheid, Praag (niet behouden)
- 1908-1909: Huis Laichter, Praag-Vinohrady
- 1908-1909: Huis Kotěra, Praag-Vinohrady
- 1910-1911: Villa Baťa, Zlín
- 1909-1912: Stedelijk Museum (thans: Oost-Boheems Museum) te Hradec Králové
- 1911-1913: Huis Urbánek (Mozarteum), Praag
- 1911-1913: Slaviabank, Sarajevo (niet behouden)
- 1914-1915: Villa Lemberger, Wenen
- 1909-1919: Arbeidersdorp Louny
- 1921-1931: Rechtenfaculteit Karelsuniversiteit, Praag